# داده به مثابه خدمت
در مباحث رایانش ابری، داده به عنوان خدمت (به انگلیسی Data As a Service) نسبت نزدیک با نرم‌افزار به عنوان خدمت (Software as a service) دارد. مانند همه هم‌خانواده‌های به مثابه خدمتش (As A Service) داده به عنوان خدمت هم بر این مفهوم استوار است که محصول (در اینجا داده) می‌تواند بنابر تقاضا به کاربر عرضه شود فارغ از اینکه کاربر در کدام نقطه جغرافیایی یا سازمانی قرار دارد مثلاً نرم‌افزارهای تجمیع تقاضای ترابری و حمل و نقل با گردهم آوردن داده‌های مکانی پراکنده متقاضیان خدمات رانندگی و داده‌های مکانی و سایر داده‌های مربوط به رانندگان همچون جنسیت و نظر سایر مسافران در مورد رانندگان را گردهم آورده و به صورت خدمات به متقاضیان عرضه می‌کنند.